# Ahmad Reza Jalali
Ahmadreza Djalali (anche Ahmad Reza Jalali) (Sarab, 15 settembre 1971) è un medico e docente iraniano naturalizzato svedese, ricercatore di medicina delle catastrofi che nel 2016, mentre si trovava in Iran su invito dell'Università di Teheran e dell'Università di Shiraz, fu arrestato per ordine del Ministero dell'Intelligence e della Sicurezza. Venne in seguito condannato a morte per spionaggio e collaborazione con Israele. Nel 2022 l'ultimo appello degli avvocati  è stato respinto e quindi, per la legge iraniana, potrà essere giustiziato in qualsiasi momento; diversi enti, istituzioni e personalità ne hanno chiesto il rilascio ritenendo le accuse infondate Secondo Amnesty International la prolungata detenzione e i periodici comunicati sull'imminenza dell'esecuzione fanno parte di una strategia iraniana finalizzata a usare come ostaggi i cittadini iraniani con doppio passaporto in modo da poterli scambiare per ottenere contropartite dagli stati occidentali, come ad esempio il rilascio di criminali iraniani.

## Attività accademiche
Ha lavorato in diverse università europee, tra cui l'Istituto Karolinska, l'Università degli Studi del Piemonte Orientale, presso la quale ha sviluppato il suo programma di dottorato, e la Vrije Universiteit Brussel. Inoltre, ha collaborato con università iraniane, israeliane, saudite e statunitensi.
I lavori accademici del dott. Djalali, incentrati sulla medicina delle catastrofi in diversi paesi, tra cui Italia, Danimarca, Svezia e Iran, hanno collezionato oltre 700 citazioni. In Italia, ha svolto un ruolo fondamentale nella creazione del Centro di Ricerca in Emergenza e Disastro dell'Università del Piemonte Orientale (il CRIMEDIM), partecipando ad un progetto che valutava il livello di preparazione degli ospedali nelle situazioni di emergenza. Alcuni studi pubblicati di cui è coautore, hanno esaminato la prontezza degli ospedali nel caso dei terremoti, conflitti, emergenze chimiche, biologiche, radiologiche e nucleari (CBRN) e massicci afflussi di pazienti ai pronto soccorso.  Uno studio del 2016 ha esaminato il livello di preparazione dei dipartimenti di emergenza degli ospedali italiani, valutando la base di conoscenze dei medici sulla pianificazione e sulle procedure di base in caso di catastrofi. La ricerca ha rilevato la necessità di migliorare la formazione e il follow-up della preparazione alle catastrofi del personale ospedaliero, al fine di garantire una maggior comprensione e consapevolezza dei piani di emergenza. Inoltre, ha contribuito allo sviluppo di curricula per corsi post laurea in medicina dei disastri post laurea e per laureandi.

## Caso giudiziario
Nel mese di aprile del 2016, mentre si trovava in Iran su invito dell'Università di Teheran e dell'Università di Shiraz, è stato arrestato per ordine del Ministero dell'Intelligence e della Sicurezza, senza un valido mandato o un motivo di arresto. Due settimane dopo, attraverso una presunta lettera della moglie che è stata portata come prova, è stato accusato di spionaggio e collaborazione con Israele. Per dieci giorni la sua famiglia non è stata informata del luogo della sua detenzione. Dopo essere stato trattenuto in un luogo sconosciuto per circa sette giorni, è stato trasferito nella sezione 209 della prigione di Evin, dove è stato detenuto per altri sette mesi. Durante le telefonate fatte alla sua famiglia, il dottor Djalali ha detto di essere stato tenuto in isolamento per tre mesi, ed in isolamento parziale nei mesi successivi.
Il 31 gennaio 2017, dopo nove mesi di detenzione, il dottor Djalali è stato trasferito nella sezione 15 del tribunale rivoluzionario di Teheran, dove, nonostante la mancanza di prove, è stato ufficialmente accusato di spionaggio. Inoltre, in questo processo gli è stato comunicato che avrebbe potuto essere condannato a morte. Al suo avvocato non è stato permesso di essere presente all'udienza e gli è stato negato l'accesso ai fascicoli del caso.
Dopo mesi di ingiustificata detenzione, il 21 ottobre 2017 è stato condannato a morte con l'accusa di “corruzione sulla terra” (ifsad fil-arz) ed è stato incarcerato nella prigione di Evin. Nel novembre 2017, il Gruppo di lavoro delle Nazioni Unite sulla detenzione arbitraria, ha chiesto formalmente al governo iraniano di fornire informazioni dettagliate sulla sua detenzione, senza ricevere risposta. Alla fine del 2018, una TV di Stato iraniana l'ha presentato come una spia mostrando la sua presunta confessione, che, secondo il dottor Djalali, consisteva in un testo scritto in precedenza. Il dottore è stato costretto a leggerlo, in quanto vennero minacciate rappresaglie contro i suoi parenti. Il suo avvocato ha tentato di presentare ricorsi per la revisione giudiziaria della sentenza ma sono stati respinti e l'ultimo è apparentemente ancora in sospeso.
Il 29 luglio 2019, il dottor Djalali è stato nuovamente trasferito dalla prigione di Evin ad un luogo sconosciuto. Lì, venne gravemente torturato e minacciato di esecuzione della condanna a morte.

## Condizione di salute
Le condizioni di salute di Djalali sono peggiorate fin dal suo primo arresto. In particolare, gli esami del sangue eseguiti nel 2018 hanno rilevato un basso numero di globuli bianchi. Nel febbraio 2019 un ematologo rileva che il midollo osseo sta producendo cellule del sangue non sufficienti e sospetta una leucemia. Viene fissata una visita oncologica presso un ospedale per il 5 febbraio 2019 ma le autorità carcerarie gli impediscono di andare.
Inoltre, gli esami di follow-up raccomandati non sono mai stati effettuati e, dal momento del suo arresto, ha perso 24 kg. La World Medical Association ha ripreso il suo caso e il suo presidente, Ketan Desai, ha scritto alle autorità iraniane affermando che le condizioni in cui Djalali è detenuto violano l'etica medica e la legge sui diritti umani.

## Pressione internazionale

### Nazioni Unite
Nel novembre 2017, il Gruppo di lavoro sulla detenzione arbitraria delle Nazioni Unite ha chiesto formalmente al governo iraniano di fornire informazioni dettagliate sulla sua detenzione, ma, anche in questo caso, non ha ricevuto risposta. Inoltre, il 9 febbraio 2018 gli esperti dei diritti umani delle Nazioni Unite hanno chiesto con urgenza all'Iran di revocare la condanna a morte contro Ahmadreza Djalali.
Gli esperti di diritti umani delle Nazioni Unite hanno fatto appello all'Iran per l'annullamento della condanna a morte contro Djalali per la prima volta nel 2017. Tra gli esperti troviamoː José Antonio Guevara Bermúdez, Presidente-Relatore del Gruppo di Lavoro sulla Detenzione Arbitraria, Nils Melzer, Relatore speciale sulla tortura e altri trattamenti o punizioni crudeli, inumani o degradanti, Agnes Callamard, Relatrice Speciale sulle esecuzioni extragiudiziali, sommarie o arbitrarie e Asma Jahangir, relatrice speciale sulla situazione dei diritti umani nella Repubblica Islamica dell'Iran.
Gli esperti di diritti umani delle Nazioni Unite hanno adottato il parere nº 92/2017. Il 18 settembre 2017 il gruppo di lavoro ha trasmesso le accuse al governo nell'ambito della sua regolare procedura di comunicazione, ma non ha ricevuto risposte dal governo iraniano. Questo documento spiega perché la privazione della libertà di Ahmadreza Djalali è in violazione degli articoli 3, 5, 8, 9, 10 e 11 della Dichiarazione universale dei diritti dell'uomo e degli articoli 7, 9, 10 e 14 del Patto internazionale sui diritti civili e politici e afferma chiaramente che la soluzione appropriata sarebbe liberare immediatamente il sig. Djalali e accordargli un diritto applicabile al risarcimento e ad altre riparazioni, in conformità con il diritto internazionale.
Gli esperti di diritti umani delle Nazioni Unite hanno richiamato il loro appello urgente nel 2018.
Nel rapporto annuale del 2020 dell'Alto Commissario delle Nazioni Unite per i diritti umani e nei rapporti dell'Ufficio dell'Alto Commissario e del Segretario generale, si afferma che "vi sono preoccupazioni persistenti sulla situazione dei cittadini con doppia nazionalità e stranieri che rimangono imprigionati nella Repubblica Islamica dell'Iran [...]. Il cittadino iraniano-svedese Ahmadreza Djalali, condannato a morte nell'ottobre 2017 con l'accusa di spionaggio, sarebbe stato trasferito il 29 luglio 2019 in una località sconosciuta per circa 10 giorni prima di essere restituito alla prigione di Evin. Durante quel periodo, è stato costretto a confessare ulteriori accuse. Al signor Djalali, insieme ad altri cittadini iraniani con doppia cittadinanza e stranieri, incluso il signor Ghaderi, sono state negate cure mediche, in particolare per condizioni di pericolo di vita".
Nel rapporto del 2020 del Relatore speciale delle Nazioni Unite sulla situazione dei diritti umani nella Repubblica Islamica dell'Iran, si sottolinea che "i funzionari della sicurezza e dell'intelligence, tra cui il Ministero dell'Intelligence e il Corpo delle Guardie Rivoluzionarie Islamiche, hanno in molti casi rifiutato l'accesso alle cure mediche per detenuti e prigionieri, o usato l'assistenza medica o il trasferimento in ospedale, come scambio per una confessione". Inoltre, il Relatore speciale è preoccupato per la pratica di pubblicizzare la confessione forzata: "Ahmadreza Djalali, un accademico svedese-iraniano, ha confessato alla televisione di Stato nel dicembre 2017 di spiare la Repubblica Islamica dell'Iran, cinque giorni dopo che la Corte Suprema aveva confermato la sua condanna a morte attraverso un processo segreto e convocato frettolosamente, durante il quale non erano state ammesse osservazioni della difesa". Venne riferito che il signor Djalali registrò la confessione sotto coercizione, dopo che i suoi interrogatori avevano affermato che sarebbe stato rilasciato dalla cella di isolamento solo se avesse registrato la confessione.
Il 6 ottobre 2020, l'Alto Commissario delle Nazioni Unite per i diritti umani Michelle Bachelet ha espresso profonda preoccupazione per il deterioramento della situazione dei difensori dei diritti umani, degli avvocati e dei prigionieri politici detenuti nelle carceri iraniane. Ha inoltre invitato le autorità a rilasciarli nel contesto della pandemia COVID-19 che indica la diffusione della malattia nel paese e delle condizioni antigieniche all'interno delle carceri.

### Premi Nobel
Nel dicembre 2018, centoventuno premi Nobel hanno scritto una lettera aperta al leader supremo iraniano Ayatollah Ali Khamenei per chiedere assistenza medica al professore Djalali e chiedere il suo rilascio.

### Parlamento europeo
Nel 2019, il Parlamento europeo ha adottato una risoluzione che chiedeva il rilascio di Djalali e altri quattro cittadini dell'UE detenuti. I deputati hanno chiesto l'immediata liberazione di tutti i cittadini con doppia cittadinanza UE-iraniana, tra cui Nazanin Zaghari-Ratcliffe (britannica), Ahmadreza Djalali (svedese) e Kamran Ghaderi (austriaco), detenuti nelle carceri iraniane, a meno che non vengano nuovamente processati secondo gli standard internazionali.

### Amnesty International

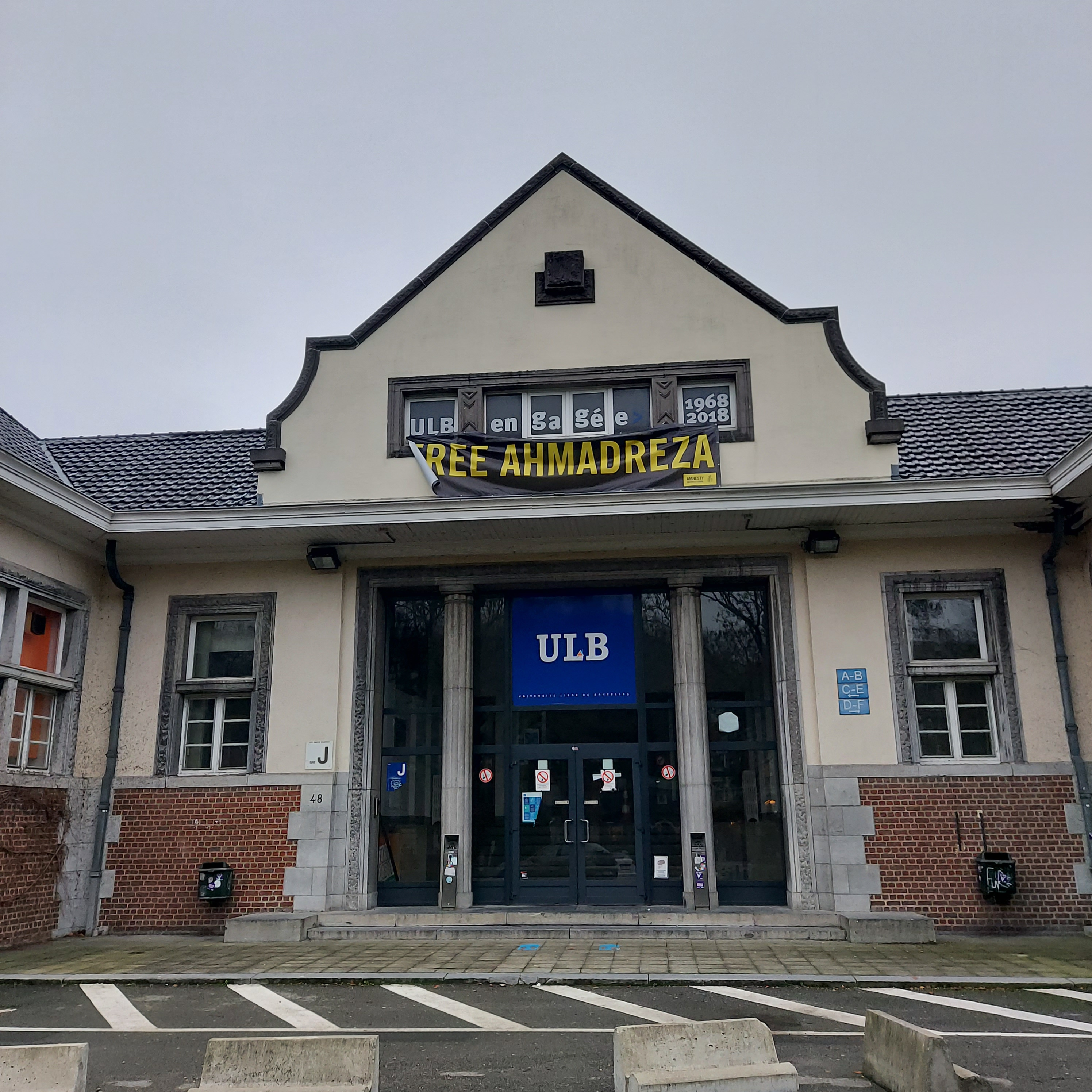
Uno striscione di Amnesty International a favore della liberazione di Djalali a Bruxelles

Amnesty International ha seguito da vicino e raccolto le informazioni sulle condizioni di vita e di salute di Djalali, in particolare le condizioni disumane che Djalali ha vissuto durante la sua prigionia.
Dal 2017 ha lanciato una petizione pubblica per sottoporla all'ufficio della guida suprema iraniana, al presidente dell'Iran e al giudice capo dell'Iran (Capo della magistratura), per chiedere l'immediata liberazione di Djalali e un intervento medico per la sua salute, al fine di garantire la sua sicurezza e permettergli di avere contatti con il suo avvocato e la sua famiglia, e di incontrare il consolare svedese.
L'azione Nowruz 2020 è una campagna a sostegno dei prigionieri di coscienza in Iran in occasione della festa tradizionale iraniana. Amnesty ha chiesto al pubblico di inviare messaggi di supporto ai prigionieri e alle loro famiglie. Quest'anno Amnesty International ha selezionato sette casi di prigionieri politici e accademici, tra cui il caso di Ahmadreza Djalali, a rappresentare la campagna Nowruz di Amnesty International.

### Scholars at Risk Network (SAR)
Scholars at Risk (SAR) è una rete internazionale di istituzioni e individui per promuovere la libertà accademica e proteggere gli studiosi dalle minacce alla libertà accademica. SAR ha avviato e promosso campagne pubbliche a sostegno del dottor Djalali, ad esempio rilasciando lettere alle autorità pubbliche in Iran e conducendo attività online tramite i social network. Nel gennaio 2018, SAR ha pubblicato la campagna '#SaveAhmad' attraverso i social media per esercitare pressioni sulle istituzioni pubbliche al fine di sostenere il rilascio del dottor Djalali. Nel marzo 2020, in risposta alla pandemia di COVID-19, SAR ha inviato la lettera alle autorità iraniane per rilasciare incondizionatamente il dottor Djalali a causa delle sue condizioni di salute.

### Università europee
Il 31 ottobre 2017, l'Università degli studi del Piemonte, l'Università Karolinska e la Vrije Universiteit Brussel hanno inviato una lettera al capo della magistratura iraniana, Sadegh Larijani, chiedendo l'immediata liberazione del dottor Djalali. Nella lettera le università hanno ricordato l'ottima reputazione del dottor Djalali e il diritto alla libertà di espressione.
Nel novembre 2017, la European University Association (EUA) ha esercitato pressioni sulle autorità iraniane per l'annullamento della condanna a morte di Djalali e il rilascio immediato dello scienziato. L'EUA ha scritto una lettera al leader supremo iraniano e ha espresso gravi preoccupazioni per i danni in corso inflitti a Djalali e alla sua famiglia.
Nell'aprile 2018, il Flemish University Council (VLIR) ha deciso di rinviare tutta la cooperazione accademica con le università e le istituzioni iraniane in risposta alla decisione delle autorità iraniane di imprigionare e emettere condanne a morte per il dottor Djalali. Il Consiglio ha espresso profonda preoccupazione per la detenzione del professore e ha chiesto alle autorità iraniane di fornirgli cure mediche. Il Consiglio della Brussel Free University ha ipotizzato che la cooperazione delle università fiamminghe con le istituzioni iraniane non sarebbe continuata se il governo iraniano non avesse intrapreso alcuna azione a sostegno del dottor Djalali.

## Aggiornamento del caso

### 2020
- L'Alto Commissario delle Nazioni Unite per i diritti umani Michelle Bachelet ha espresso profonda preoccupazione per il deterioramento della situazione dei difensori dei diritti umani, degli avvocati e dei prigionieri politici detenuti nelle carceri iraniane[27]
- Dopo la diffusione della pandemia di COVID-19 nel marzo 2020, le autorità iraniane hanno rilasciato 85.000 persone dalle carceri, compresi prigionieri politici,[40] ma il dottor Djalali non era nell'elenco.[35][41]
- A settembre è stata rilasciata un'intervista dal carcere in cui il dottor Ahmadreza Djalali chiede al governo svedese di intervenire per aiutarlo a liberarlo.[42]
- Il 10 ottobre, Giornata mondiale contro la pena di morte, Amnesty e altre organizzazioni hanno promesso di attivare campagne di sensibilizzazione per salvare il dottor Djalali.

### 2018
- Il gruppo di lavoro del Consiglio per i diritti umani sulla detenzione arbitraria (ONU) ha ribadito l'appello urgente per il rilascio del dottor Djalali[43]
- Il 5 febbraio FIDU (Federazione Italiana Diritti Umani), Iran Human Rights, ECPM - Ensemble Contre la Peine de Mort e Nessuno tocchi Caino hanno inviato una lettera all'Alto Rappresentante dell'Unione per gli Affari Esteri e la Politica di Sicurezza Federica Mogherini per chiedere di agire con urgenza e ottenere l'immediata sospensione della condanna a morte.[44]
- Il 3 maggio, la rete Scholars at risk ha scritto una lettera al leader supremo della Repubblica Islamica dell'Iran, l'ayatollah Ali Khamenei .[45]

### 2017
- È stata lanciata una petizione per il rilascio del Dr. Djalali su change.org riuscendo ad ottenere più di 320 000 firme. La petizione era diretta, tra gli altri, alle autorità iraniane e all'ex presidente del Parlamento europeo Antonio Tajani.[46]
- Il 31 ottobre l'Università degli studi del Piemonte Orientale, la Karolinska University e la Vrije Universitet Brussel hanno inviato una lettera al capo della magistratura iraniana, Ayatollah Sadegh Larijani, chiedendo l'immediata liberazione del dottor Djalali. Nella lettera, le università hanno ricordato l'eccellente reputazione del Dr. Djalali e hanno richiamato il diritto alla libertà di espressione.[47][48]
- Il 13 novembre, l'Associazione universitaria europea ha inviato una lettera al leader supremo della Repubblica Islamica dell'Iran, Ayatollah Ali Khamenei[49]
- Tra il 20 e il 24 novembre, il gruppo di lavoro del Consiglio per i diritti umani sulla detenzione arbitraria (ONU), nel corso della sua 80ª sessione, ha adottato la sentenza nº 92/2017. Il gruppo di lavoro ha trasmesso le accuse della fonte al governo iraniano e ha chiesto al governo di fornire, entro il 17 novembre, informazioni dettagliate sulla situazione attuale del dottor Djalali e qualsiasi commento sulle accuse della fonte. Il parere non ha ricevuto nessuna risposta.[38]